# Dresden (condado de Washington, Nueva York)
Dresden es un pueblo ubicado en el condado de Washington en el estado estadounidense de Nueva York. En el año 2000 tenía una población de 677 habitantes y una densidad poblacional de 12.7 personas por km².

## Demografía
Según la Oficina del Censo en 2000 los ingresos medios por hogar en la localidad eran de $29,868, y los ingresos medios por familia eran $39,583. Los hombres tenían unos ingresos medios de $25,625 frente a los $17,500 para las mujeres. La renta per cápita para la localidad era de $18,346. Alrededor del 9% de la población estaban por debajo del umbral de pobreza.